# Ammon (Mönch)
Ammon (auch: Amun, Amus; griech. Αμοῦν) (* um 288 in Ägypten; † vor 356 in der Kellia) war ein christlicher Mönch aus Ägypten, von dessen Wundertaten u. a. Athanasius, Socrates Scholasticus und Sozomenos berichten. Er wird im Katholizismus als Heiliger am 4. Oktober verehrt.
Ammon entstammt wohl einer begüterten ägyptischen Familie. Als er gegen seinen Willen eine Frau nehmen sollte, heiratete er, ohne mit seiner Gattin dann die Ehe zu vollziehen. Nach 18 Jahren ohne Erfüllung der ehelichen Pflichten trennten sich beide einvernehmlich und Ammon lebte zuerst in der Nitria (»am Natronsee«) südöstlich des Mareotis-Sees. Hier wurde er zum Begründer einer der ersten christlichen Mönchskolonien. Um 338 n. Chr. gründete er mit seinem Lehrer Antonius weiter südlich eine neue Eremitenkolonie, die Kellia, wo er bis zum Ende seines Lebens lebte. Auf einer Wanderschaft mit seinem Schüler Theodor soll er einen Kanal namens Lycus trockenen Fußes überquert haben. Ein anderes Mal soll Ammon, dem auch dämonologische Fertigkeiten nachgesagt wurden, ein von einem Hund gebissenes Kind geheilt haben, indem er ein zuvor von den Eltern begangenes Unrecht aufdeckte. Als Ammon starb, soll Antonius dessen Himmelfahrt in einer Vision gesehen haben.